# Taguhi Tovmasian
Taguhi Manveli Tovmasyan (în armeană Թագուհի Մանվելի Թովմասյան; n. 14 august 1982, Vardenis, Republica Sovietică Socialistă Armeană, URSS) este o jurnalistă și politiciană armeană.

## Biografie
S-a născut în 14 august 1982 în Vardenis. A studiat la Facultatea de Științe Umaniste din cadrul Universității Pedagogice de Stat din Armenia⁠(d), de unde a obținut diploma de traducător de ghid în limba engleză în 2000 și cea de jurnalist în 2003. În 2013, a absolvit un masterat în științe politice la Academia armeană de administrație publică. În 2004, și-a continuat studiile de jurnalism în domeniul standardelor internaționale de jurnalism la institutul pentru raportarea războiului și păcii din Erevan și în cadrul unui program de jurnalism juridic al Asociației Jurnaliștilor Europeni. În 2014-2015 a participat la cursuri de democrație organizate la Erevan de Consiliul Europei. Este căsătorită și are doi copii.

## Carieră
Între 2003 și 2004 a fost voluntară la ziarul Iravunk, în cadrul căruia, în 2004, a fost promovată la departamentul politic al ziarului. A fost jurnalistă la departamentul politic al ziarului "Iravunk" și a fost jurnalistă la ziarul A patra putere al agenției SRL Ogostos.
În 2011 a fost fondatoare a editurii Zhoghovurd Publishing House LLC'. Ea a fost, de asemenea, redactor-șef al ziarului Zhoghovurd și al site-ului ArmLur.am. editura a fost percheziționată în decembrie 2019.
În 2019, ea a fost membră a Adunării Naționale. La 16 noiembrie 2020, în semn de protest față de înfrângerea în cel de-al doilea război din Nagorno Karabah, a părăsit fracțiunea Adunării Naționale "Pasul meu". În continuare, s-a alăturat alianței "Am onoarea", care a nominalizat-o în comisia parlamentară pentru drepturile omului.
La 31 martie 2021, în cadrul celei de-a 11-a ceremonii anuale de decernare a premiilor AAD, a primit nominalizarea "Cel mai bun parlamentar al anului" pentru activitatea de deputat din 2020. La 20 iunie 2021, a fost aleasă deputat în Adunarea Națională de pe lista electorală națională a alianței de partide "Cu onoare".